# کوه تناکورو
کوه تناکورو (به لاتین: Mount Tenakourou) یک کوه در بورکینافاسو است که در استان لرابا واقع شده‌است. کوه تناکورو ۷۴۷ متر بالاتر از سطح دریا واقع شده‌است.